# USS James C. Owens (DD-776)
USS James C. Owens (DD-776) là một tàu khu trục lớp Allen M. Sumner được Hải quân Hoa Kỳ chế tạo trong Chiến tranh Thế giới thứ hai. Nó là chiếc tàu chiến duy nhất của Hải quân Mỹ được đặt theo tên Trung úy Hải quân James C. Owens Jr. (1910-1942), chỉ huy phó Liên đội Ném ngư lôi 8 (VT-8) trên tàu sân bay USS Hornet, đã tử trận trong Trận Midway và được truy tặng Huân chương Chữ thập hải quân và danh hiệu Đơn vị Tuyên Dương Tổng thống. Nó đã hoạt động cho đến hết Thế Chiến II, và tiếp tục phục vụ sau đó trong Chiến tranh Triều Tiên và Chiến tranh Việt Nam cho đến khi xuất biên chế năm 1973. Con tàu tiếp tục phục vụ cùng Hải quân Brazil như là chiếc Sergipe cho đến khi ngừng hoạt động năm 1995. James C. Owens được tặng thưởng hai Ngôi sao Chiến trận do thành tích phục vụ trong Thế Chiến II, và thêm hai Ngôi sao Chiến trận khác trong Chiến tranh Triều Tiên.

## Thiết kế và chế tạo
James C. Owens được đặt lườn tại xưởng tàu của hãng Bethlehem Steel Co. ở San Pedro, California vào ngày 9 tháng 4 năm 1944. Nó được hạ thủy vào ngày 1 tháng 10 năm 1944; được đỡ đầu bởi bà James C. Owens Jr., vợ góa Trung úy Owens, và nhập biên chế vào ngày 17 tháng 2 năm 1945 dưới quyền chỉ huy của Trung tá Hải quân R. H. Blair.

## Lịch sử hoạt động

### 1945 - 1950
Sau khi hoàn tất việc chạy thử máy huấn luyện dọc theo bờ biển phía Nam California, James C. Owens khởi hành từ San Pedro vào ngày 10 tháng 5 để hộ tống cho thiết giáp hạm California (BB-44) đi Trân Châu Cảng, đến nơi vào ngày 16 tháng 5. Nó lại lên đường vào ngày 24 tháng 5 hộ tống một đoàn tàu vận tải đi Okinawa ngang qua Eniwetok và Ulithi. Đến nơi vào ngày 17 tháng 6, con tàu tiếp tục đi đến Kerama Retto để gia nhập Hải đội Khu trục 24, rồi khởi hành đi Leyte vào ngày 24 tháng 6, nơi nó gia nhập một lực lượng tuần dương-khu trục. Lực lượng lên đường vào ngày 13 tháng 7 cho một chiến dịch càn quét tàu bè đối phương trong biển Hoa Đông.
James C. Owens hoạt động cùng lực lượng tấn công này trong khoảng một tháng, trước khi chuyển sang hoạt động ngoài khơi Okinawa cho đến ngày 20 tháng 9, khi nó lên đường trong thành phần Đội chiếm đóng Wakayama. Đến nơi vào ngày 22 tháng 9, nó hỗ trợ cho cuộc đổ bộ chiếm đóng và sau đó tuần tra ngoài khơi các đảo phía Nam Nhật Bản, phục vụ tuần tra và vận chuyển thư tín và nhân sự. Rời vùng biển Nhật Bản vào ngày 5 tháng 12, con tàu về đến San Diego vào ngày 22 tháng 12, rồi lại khởi hành để đi sang vùng bờ Đông vào ngày 3 tháng 1, 1946, đi đến New York vào ngày 15 tháng 1.
Trong hơn một năm tiếp theo sau, James C. Owens hoạt động dọc theo bờ biển Đại Tây Dương, trải dài từ vùng biển New England cho đến Texas. Nó thực hiện các đợt thực tập chống tàu ngầm ngoài khơi Newport, Rhode Island; tham gia các cuộc cơ động khu trục ngoài khơi bờ biển Florida; và phục vụ canh phòng máy bay cho tàu sân bay hạng nhẹ Saipan (CVL-48) trong vịnh Mexico. Sau các hoạt động tại chỗ từ căn cứ Norfolk, Virginia, nó khởi hành cùng Hải đội Khu trục 2 từ Quonset Point, Rhode Island vào ngày 30 tháng 7, 1947 trong một lượt biệt phái sang hoạt động cùng Đệ lục Hạm đội tại Địa Trung Hải. Chiếc tàu khu trục đã viếng thăm các cảng tại Địa Trung Hải suốt từ Algeria đến Ý và hỗ trợ các hoạt động gìn giữ hòa bình tại Trieste cho đến khi quay trở về Hoa Kỳ vào ngày 21 tháng 12.
James C. Owens lại tiếp tục được phái sang Địa Trung Hải vào tháng 6, 1948, nơi nó tham gia những nỗ lực gìn giữ hòa bình của Liên Hợp Quốc tại lãnh thổ Palestine sau khi xảy ra mâu thuẫn và xung đột giữa nước Israel mới thành lập với các nước Ả Rập chung quanh. Nó đã tuần tra ngoài khơi bờ biển Palestine, giúp ngăn ngừa xung đột lan rộng, và giúp triệt thoái phái bộ đàm phán Liên Hợp Quốc khỏi Haifa vào tháng 7, trước khi quay trở về nhà vào đầu tháng 10. Chiếc tàu khu trục tiếp tục hoạt động dọc theo bờ biển Đại Tây Dương cho đến khi nó được cho xuất biên chế tại Charleston, South Carolina vào ngày 3 tháng 4, 1950.

### Chiến tranh Triều Tiên
Do sự kiện lực lượng Bắc Triều Tiên tấn công xuống lãnh thổ Nam Triều Tiên vào tháng 6, 1950 khiến chiến tranh bùng nổ, cũng như tình hình căng thẳng tại Châu Âu và Trung Đông, James C. Owens được cho nhập biên chế trở lại vào ngày 20 tháng 9, 1950 dưới quyền chỉ huy của Hạm trưởng, Trung tá Hải quân R. B. Erly. Con tàu được đại tu và huấn luyện thực hành trước khi lên đường đi sang Viễn Đông vào ngày 22 tháng 1, 1952, đi đến khu vực Tây Thái Bình Dương vào ngày 27 tháng 2. Con tàu hoạt động tuần tra can thiệp và phong tỏa dọc theo bờ biển Triều Tiên; và đang khi hoạt động ngoài khơi Songjin vào ngày 7 tháng 5, nó đối đầu với những khẩu đội pháo bờ biển đối phương, vô hiệu hóa nhiều khẩu pháo đối phương, nhưng cũng bị bắn trúng sáu phát trực tiếp. Rời vùng biển Triều Tiên vào ngày 22 tháng 6, nó quay trở về Hoa Kỳ qua ngã Ấn Độ Dương, kênh đào Suez và Địa Trung Hải, về đến Norfolk vào ngày 19 tháng 8, hoàn tất một chuyến đi vòng quanh thế giới.
James C. Owens lại đi sang Viễn Đông vào ngày 10 tháng 11, 1953, sau khi một thỏa thuận ngừng bắn đã được các bên liên quan ký kết vào ngày 27 tháng 7. Nó tuần tra ven biển để giám sát việc ngừng bắn, và ở lại khu vực này cho đến khi rời Yokosuka, Nhật Bản vào ngày 11 tháng 3, 1954 để quay trở về nhà. Ngược chiều so với chuyến đi trước, nó đi ngang qua Midway, vùng bờ Tây và kênh đào Panama trước khi về đến Norfolk vào ngày 1 tháng 5.

### 1954 - 1973
Trong hai năm tiếp theo, James C. Owens hoạt động thực hành chống tàu ngầm và cơ động chiến thuật hải đội tại vùng biển ngoài khơi Norfolk và tại vịnh Guantánamo, Cuba. Đang khi hoạt động tại vùng biển Caribe vào tháng 9, 1955, nó tham gia tìm kiếm cứu nạn và trợ giúp nhân đạo cho công dân tại Puerto Rico sau khi nơi này chịu đựng một cơn bão lớn. Đến tháng 4, 1956, nó cùng Đội khu trục 221 khởi hành cho một chuyến đi kéo dài, ghé sang Bắc Âu, Địa Trung Hải, Hồng Hải và vịnh Ba Tư; và khi xảy ra vụ Khủng hoảng kênh đào Suez, nó đã băng qua kênh đào để bảo vệ cho quyền lợi của công dân Hoa Kỳ và phô trương lực lượng nhằm thúc đẩy các bên tranh chấp tìm kiếm giải pháp hòa bình cho cuộc khủng hoảng.
Quay trở về Norfolk vào tháng 10, 1956, James C. Owens lại được bố trí sang khu vực Địa Trung Hải vào ngày 28 tháng 2, 1957 để hỗ trợ cho hoạt động của Đệ lục Hạm đội tại Trung Đông, trước khi quay trở về Norfolk vào ngày 7 tháng 5. Đến ngày 3 tháng 9, nó lên đường đi sang khu vực Bắc Đại Tây Dương để tham gia cuộc tập trận Strikeback của Khối NATO; và sau tám tháng hoạt động tại chỗ dọc theo vùng bờ Đông, nó lên đường vào ngày 6 tháng 6, 1958 cho một chuyến đi thực tập sang Châu Âu dành cho học viên sĩ quan, và hoạt động cùng hạm đội cho đến khi quay trở về Norfolk vào ngày 4 tháng 8.

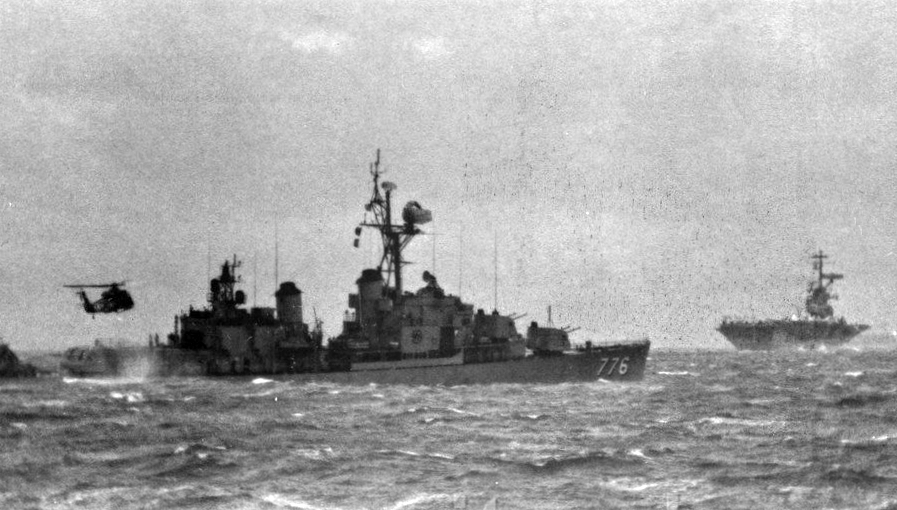
James C. Owens ngoài khơi Việt Nam, 1970.

James C. Owens khởi hành cho lượt bố trí thứ năm sang hoạt động tại Địa Trung Hải và Trung Đông vào ngày 7 tháng 8, 1959, nó hoạt động tại khu vực giữa Ý và Lebanon trước khi băng qua kênh đào Suez vào ngày 14 tháng 10, và trong hai tháng tiếp theo đã tuần tra và hộ tống vận tải tại Hồng Hải và vịnh Ba Tư. Nó quay trở lại Địa Trung Hải vào ngày 15 tháng 12 để tiếp tục phục vụ cùng Đệ lục Hạm đội trong hai tháng tiếp theo, rồi lên đường quay trở về Hoa Kỳ, về đến Norfolk vào ngày 3 tháng 3, 1960. Đến tháng 9, nó tham gia cuộc tập trận "Swordthrust" cùng các lực lượng trong Khối NATO với chủ đề chiến thuật phòng thủ và tấn công trong bối cảnh một cuộc chiến tranh nguyên tử. Sang tháng 11, nó hoạt động tại vùng biển Caribe, và tuần tra ngoài khơi Nicaragua và Guatemala nhằm ngăn chặn việc vận chuyển vũ khí từ Cuba cho quân du kích nổi dậy. Sau trở về Norfolk vào ngày 20 tháng 12, nó lại lên đường đi sang Địa Trung Hải vào ngày 2 tháng 2, 1961, và hoạt động cùng Đệ lục Hạm đội trong khu vực kéo dài từ Tây Ban Nha cho đến Hy Lạp trước khi quay trở về Norfolk vào ngày 20 tháng 8. Nó tham gia Lực lượng Phòng thủ Chống tàu ngầm vào ngày 25 tháng 9.
Đi đến Xưởng hải quân Charleston vào ngày 11 tháng 1, 1962, James C. Owens được nâng cấp trong khuôn khổ Chương trình Hồi sinh và Hiện đại hóa Hạm đội II (FRAM: Fleet Rehabilitation and Modernization), nhằm kéo dài vòng đời hoạt động thêm tám năm đồng thời đáp ứng được những thử thách của thế hệ tàu ngầm mới nhanh và mạnh hơn. Những vũ khí phòng không 40-mm và 20-mm được tháo dỡ, và sàn sau được cải biến thành một sàn đáp cho phép vận hành máy bay trực thăng không người lái Aerodyne QH-50 DASH, giúp gia tăng tầm hoạt động chống tàu ngầm của con tàu. Nó hoàn tất việc đại tu tám tháng sau đó.
James C. Owens hoạt động trở lại vào ngày 19 tháng 12, 1962, khi nó tuần tra giám sát ngoài khơi Cuba sau khi kết thúc vụ Khủng hoảng tên lửa Cuba, rồi quay trở về Charleston vào ngày 4 tháng 1, 1963 để tham gia các cuộc tập trận hạm đội. Nó cùng Đội khu trục 42 lên đường đi sang Địa Trung Hải vào ngày 6 tháng 8, nơi nó thực hành chống tàu ngầm cùng Đệ lục Hạm đội tại khu vực trải rộng từ Pháp cho đến đảo Cyprus. Quay trở về Hoa Kỳ vào ngày 23 tháng 12, nó được trang bị trực thăng DASH tại Norfolk vào tháng 2, 1964, nó tiếp tục các cuộc thực tập chống tàu ngầm, cùng một chuyến đi thực tập cho học viên sĩ quan tại Địa Trung Hải từ ngày 11 tháng 6 đến ngày 3 tháng 9. Thời gian còn lại của năm 1964 được nó dành cho việc thực hành sẵn sàng chiến đấu.
James C. Owens khởi hành từ Charleston vào ngày 17 tháng 2, 1965 cho một lượt phục vụ cùng Đệ lục Hạm đội tại Địa Trung Hải; nó đã thực hành chống tàu ngầm trong đợt hoạt động này trước khi quay trở về Charleston vào ngày 12 tháng 7. Con tàu sau đó tham gia vào Chương trình Gemini khi phục vụ cho hoạt động thu hồi tàu không gian Gemini V, rồi quay trở về cảng nhà vào ngày 13 tháng 9. Nó đi vào Xưởng hải quân Charleston để đại tu từ ngày 2 tháng 11.
Hoàn tất việc sửa chữa vào tháng 3, 1966, James C. Owens tiến hành huấn luyện ôn tập tại khu vực vịnh Guantánamo, Cuba; trong chuyến đi này nó đã trợ giúp cho chiếc tàu du lịch Viking Princess mắc tai nạn hỏa hoạn. Sau khi quay trở lại Charleston một thời gian ngắn, nó đón lên tàu các học viên sĩ quan cho chuyến đi thực hành huấn luyện hàng năm. Đến cuối tháng 8, nó tham gia vào Chương trình Apollo khi phục vụ vào việc thu hồi tàu không gian một chuyến bay thử nghiệm không người lái. Sang tháng 9, con tàu lại lên đường cho một lượt hoạt động khác cùng Đệ lục Hạm đội tại Địa Trung Hải; và đang khi có mặt tại vùng biển Aegean, nó đã đi đến để trợ giúp cho chiếc tàu Hy Lạp Heraklion bị đắm, cứu vớt các thành viên thủy thủ đoàn.
James C. Owens quay trở về Charleston vào ngày 31 tháng 1, 1967, và được chuẩn bị cho một đợt biệt phái lâu dài sang Viễn Đông. Nó đã phục vụ trong Chiến tranh Việt Nam từ năm 1968 đến năm 1971. Được cho xuất biên chế vào năm 1973, nó tiếp tục phục vụ cùng Hải quân Brazil như là chiếc Sergipe cho đến khi ngừng hoạt động năm 1995. Số phận của con tàu hiện không rõ, nhiều khả năng đã bị tháo dỡ.

## Phần thưởng
James C. Owens được tặng thưởng hai Ngôi sao Chiến trận do thành tích phục vụ trong Thế Chiến II, và thêm hai Ngôi sao Chiến trận khác trong Chiến tranh Triều Tiên.